# Мунтянов, Кузьма Евстафьевич
Кузьма Евстафьевич Мунтянов (1 [13] ноября 1856 — 28 апреля 1931) — генерал от артиллерии Российской императорской армии. Участник Русско-турецкой, Русско-японской и Первой мировой войн. Кавалер ордена Святого Георгия 4-й степени и золотого оружия с надписью «За храбрость».

## Биография
Родился 1 ноября 1856 года. Окончил Владимирскую Киевскую военную гимназию.
В Российской императорской армии с 11 августа 1873 года. Военное образование получил в 1-м военном Павловском училище, откуда был выпущен в Бендерскую крепостную артиллерию. Произведён в прапорщики со старшинством с 4 августа 1875 года, в подпоручики — со старшинством с 9 декабря 1876 года. Переведён в 14-ю артиллерийскую бригаду, в рядах которой принял участие в Русско-турецкой войне. 26 декабря 1877 года произведён в поручики. В чин штабс-капитана произведён со старшинством с 29 ноября 1880 года.
2 марта 1890 года «за отличие по службе» произведён в капитаны. В 1894 году переведён в 4-й мортирный артиллерийский полк. 1 января 1898 года произведён в подполковники и назначен командиром 2-й батареи того же полка. В том же году переведён в 34-ю артиллерийскую бригаду с назначением командиром 5-й батареи. 25 июня 1902 года назначен командиром 5-й батареи 13-й артиллерийской бригады. 19 июня 1904 года назначен командиром 3-й Восточно-Сибирской горной батареи, сформированной из чинов 5-й батареи 13-й артиллерийской бригады, во главе которой принял участие в Русско-японской войне. За отличия в делах против японцев награждён орденом Святого Георгия 4-й степени и золотым оружием с надписью «За храбрость».
Приказом Главнокомандующего всеми сухопутными и морскими вооружёнными силами, действующими против Японии, от 20 июня 1905 года, Высочайше утверждённым 1 сентября того же года, назначен командующим 1-м стрелковым артиллерийским дивизионом. 29 июня 1906 года «за отличия в делах против японцев» получил чин полковника, со старшинством с 26 сентября 1904 года и с утверждением в должности командира дивизиона. 22 октября 1911 года «за отличие по службе» произведён в генерал-майоры с назначением командиром 4-й Сибирской стрелковой артиллерийской бригады.
Принял участие в Первой мировой войне. 27 ноября 1915 года на основании статей 49 и 54 Георгиевского статута произведён в генерал-лейтенанты со старшинством с 22 октября того же года. 11 декабря 1915 года назначен инспектором артиллерии 29-го армейского корпуса. 10 мая 1916 года отчислен от должности и назначен в резерв чинов при штабе Двинского военного округа, где состоял до 8 июня того же года, после чего переведён в резерв чинов при штабе Петроградского военного округа. 11 сентября 1917 года получил чин генерала от артиллерии и уволен от службы по болезни.
После революции жил в аннексированном Румынией Кишинёве, где и скончался 28 апреля 1931 года.

## Семья
У Кузьмы Евстафьевича был сын Михаил (ум. 30 апреля 1926) — полковник лейб-гвардии Егерского полка, участник Белого движения; эмигрировал в Финляндию, где и скончался.

## Награды
Кузьма Евстафьевич Мунтянов был награждён следующими наградами:
- Орден Святого Георгия 4-й степени (25 февраля 1907) — «За личную храбрость и мужество, выказанные им в Мадзяданском бою, в феврале 1905 года, когда, командуя горной батареей, метким огнем удерживал много раз пытавшегося атаковать позицию неприятеля, а затем, вступив в командование отрядом левого фланга Мадзяданской позиции, отбивал яростные атаки неприятеля на эту позицию, имевшую первостепенное значение»[12];
- Золотое оружие с надписью «За храбрость» (3 ноября 1906);
- Орден Святого Владимира 2-й степени с мечами (29 ноября 1915);
- Орден Святого Владимира 3-й степени (1909); мечи к ордену (26 февраля 1915);
- Орден Святого Владимира 4-й степени с мечами и бантом (8 января 1906)[13];
- Орден Святого Владимира 4-й степени с мечами и бантом (1878) — За отличие при отбитии штурма турецких войск на горе Св. Николая в 1877;
- Орден Святой Анны 1-й степени с мечами (11 июня 1915);
- Орден Святой Анны 2-й степени (1 августа 1901); мечи к ордену (3 марта 1906);
- Орден Святой Анны 3-й степени (1883)[14];
- Орден Святого Станислава 1-й степени (6 декабря 1913); мечи к ордену (31 января 1915);
- Орден Святого Станислава 2-й степени (1896)[14];
- Зачислен в списки 1-й батареи 2-го Сибирского горного артиллерийского дивизиона (бывшей 3-й Восточно-Сибирской горной батареи)[15].